# Государственные и официальные языки в субъектах Российской Федерации
Государственным языком Российской Федерации на всей её территории в соответствии со статьёй 68 Конституции является русский язык. Республики, входящие в состав России, вправе устанавливать свои государственные языки, которые употребляются наряду с государственным языком Российской Федерации.
Несмотря на отсутствие прямого закрепления в Конституции права автономных округов устанавливать собственные государственные языки, округа устанавливают официальный статус этих языков собственными уставами и законами.

## Государственные языки в республиках Российской Федерации

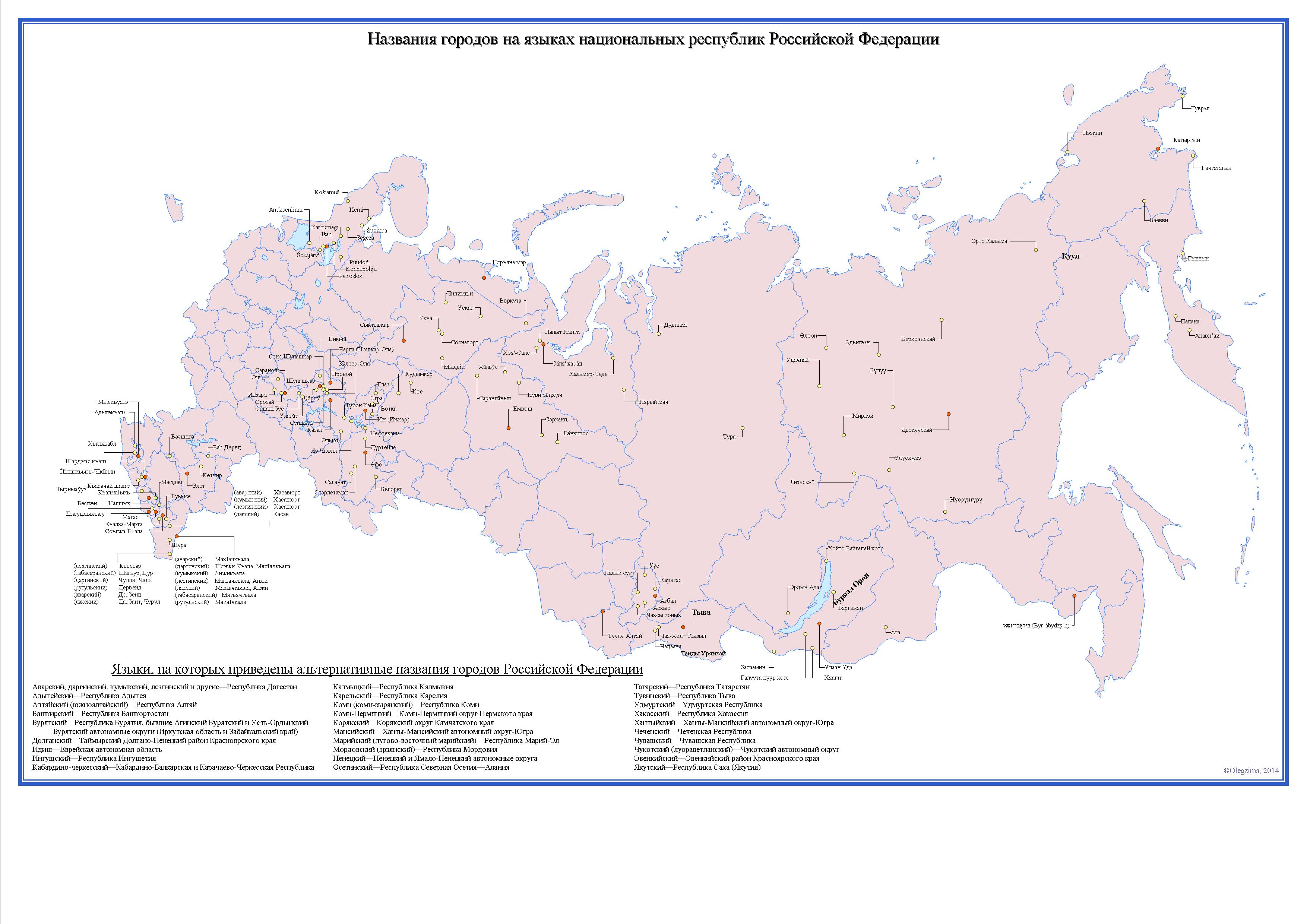
Названия городов на языках народов Российской Федерации

- Абазинский язык (Карачаево-Черкесия).
- Адыгейский язык (Адыгея).
- Алтайский язык (Республика Алтай).
- Башкирский язык (Башкортостан).
- Бурятский язык (Бурятия).
- Ингушский язык (Ингушетия).
- Кабардино-черкесский язык (Кабардино-Балкария (в конституции республики назван кабардинским языком), Карачаево-Черкесия (в конституции республики назван черкесским языком).
- Калмыцкий язык (Калмыкия).
- Карачаево-балкарский язык (Кабардино-Балкария (в конституции республики назван балкарским языком), Карачаево-Черкесия (в конституции республики назван карачаевским языком).
- Коми язык (Республика Коми).
- Марийский язык, луговомарийский и горномарийский язык (Марий Эл).
- Мокшанский язык (Мордовия).
- Ногайский язык (Карачаево-Черкесия).
- Осетинский язык (Северная Осетия — Алания).
- Русский язык (все республики, включая Карелию, Донецкую Народную и Луганскую Народную, где он является единственным государственным языком).
- Татарский язык (Татарстан).
- Тувинский язык (Тыва).
- Удмуртский язык (Удмуртия).
- Языки Республики Крым[2] (русский язык, украинский язык, крымскотатарский язык)[3][4].
- Хакасский язык (Хакасия).
- Чеченский язык (Чечня).
- Чувашский язык (Чувашия).
- Эрзянский язык (Мордовия).
- Якутский язык (Республика Саха (Якутия)).
- Языки Дагестана. По Конституции Республики Дагестан государственным на территории республики является русский язык и все языки народов Дагестана[5]. К письменным языкам Дагестана относятся аварский, агульский, азербайджанский, даргинский, кумыкский, лакский, лезгинский, ногайский, рутульский, табасаранский, татский, цахурский и чеченский язык.

## Языки с официальным статусом
- бурятский (Агинский Бурятский округ Забайкальского края). Бурятский язык может использоваться наряду с русским согласно уставу края[6].
- вепсский (Карелия). Может использоваться органами местного самоуправления[7].
- долганский (Саха (Якутия)). Признаётся местным официальным языком в местах проживания этого народа и используется наравне с государственными[8].
- идиш (Еврейская АО).
- казахский (Республика Алтай). Используется в официальных сферах общения в местах компактного проживания его носителей[9].
- карельский (Республика Карелия). Может использоваться органами местного самоуправления[7].
- коми-пермяцкий (Коми-Пермяцкий округ Пермского края). Может использоваться в официальных сферах общения[10].
- мансийский (Ханты-Мансийский АО — Югра). Обеспечивается право на использование языков коренных малочисленных народов в официальном делопроизводстве[11].
- немецкий
  - Азовский немецкий национальный район в Омской области,
  - Немецкий национальный район в Алтайском крае.
- ненецкий
  - Ненецкий АО. Признаётся официальным в местах проживания ненцев (с января 2013 года)[12].
  - Ханты-Мансийский АО. Обеспечивается право на использование языков коренных малочисленных народов в официальном делопроизводстве[11].
  - Ямало-Ненецкий АО. Может использоваться в официальном делопроизводстве в местах традиционного проживания коренных малочисленных народов Севера[13].
- селькупский (Ямало-Ненецкий АО). Может использоваться в официальном делопроизводстве в местах традиционного проживания коренных малочисленных народов Севера[13].
- чукотский (Саха (Якутия)). Признаётся местным официальным языком в местах проживания этого народа и используется наравне с государственными[8].
- финский (Республика Карелия). Может использоваться органами местного самоуправления[7].
- хантыйский
  - Ханты-Мансийский АО. Обеспечивается право на использование языков коренных малочисленных народов в официальном делопроизводстве[11].
  - Ямало-Ненецкий АО. Может использоваться в официальном делопроизводстве в местах традиционного проживания коренных малочисленных народов Севера[13].
- эвенкийский (Саха (Якутия)). Признаётся местным официальным языком в местах проживания этого народа и используется наравне с государственными[8].
- эвенский (Саха (Якутия)). Признаётся местным официальным языком в местах проживания этого народа и используется наравне с государственными[8].
- юкагирский (Саха (Якутия)). Признаётся местным официальным языком в местах проживания этого народа и используется наравне с государственными[8].

Официальный статус языков национальных меньшинств (без их перечисления) в местах их компактного проживания установлен также законодательством республик Башкортостан, Марий Эл, Татарстан, Удмуртия, Хакасия и Чукотского АО.

## Языки сайтовгосорганов
| Значение цветов                              |
| -------------------------------------------- |
| сайт или все сайты на государственных языках |
| сайты только на русском                      |
| один сайт из двух на государственных языках  |

|                              | язык сайта госоргана                                           |                                             |
| Республика                   | парламент                                                      | правительства                               |
| Адыгея                       | русский, есть новости на адыгейском                            | русский, адыгейский                         |
| Алтай                        | русский                                                        | русский                                     |
| Башкортостан                 | русский, башкирский                                            | русский                                     |
| Бурятия                      | русский, бурятский                                             | русский, бурятский, английский              |
| Дагестан                     | русский, английский                                            | русский                                     |
| Еврейская автономная область | русский                                                        | русский, английский, китайский, иврит, идиш |
| Ингушетия                    | русский                                                        | русский                                     |
| Кабардино-Балкария           | русский                                                        | русский                                     |
| Калмыкия                     | русский                                                        | русский                                     |
| Карачаево-Черкесия           | русский                                                        | русский                                     |
| Карелия                      | русский                                                        | русский, английский, финский                |
| Коми                         | русский, коми                                                  | русский, коми, английский                   |
| Крым                         | русский (частично украинский , крымскотатарский и английский ) | русский                                     |
| Марий Эл                     | русский                                                        | русский                                     |
| Мордовия                     | русский                                                        | русский, эрзянский, мокшанский              |
| Саха                         | русский, часть материалов на якутском                          | русский, якутский, английский               |
| Северная Осетия — Алания     | русский                                                        | русский                                     |
| Татарстан                    | русский, татарский                                             | русский, татарский, английский              |
| Тыва                         | русский, есть новости на тувинском                             | русский, есть новости на тувинском          |
| Удмуртия                     | русский, есть новости на удмуртском                            | русский                                     |
| Хакасия                      | русский                                                        | русский                                     |
| Чечня                        | русский                                                        | русский                                     |
| Чувашия                      | русский                                                        | русский, чувашский                          |

## Преподавание государственных (официальных) языков в школахсубъектов Российской Федерации
Конституция России декларирует право на выбор языка обучения (статья 26). Русский язык в обязательном порядке преподается во всех средних школах Российской Федерации. Все выпускники российских школ сдают в обязательном порядке Единый государственный экзамен (ЕГЭ) по русскому языку. В школах республик в составе России преподаются также государственные языки республик.
Статус этих языков как предметов по состоянию на конец 2017 года различался в зависимости от законодательства республики:
- Обязательное изучение государственного языка республики в школе независимо от национальности обучающегося. Республика Коми, Калмыкия (с 1 по 11 классы для носителей языка, с 1 по 9 классы по облегченной программе для остальных), Северная Осетия — Алания (для носителей обязательно, для неносителей обязательно, но по облегченной программе), Чувашия (с 1 по 9 классы)
- Обязательное изучение государственного языка республики в школе только для носителей. Адыгея (русскоязычные имели право вместо него изучать адыгейскую литературу на русском языке), Ингушетия, Кабардино-Балкария, Карачаево-Черкесия, Чеченская Республика;
- Добровольное изучение государственного языка республики в школе (как для носителей, так и для неносителей). Удмуртия, Республика Алтай.

Летом 2018 года был принят федеральный закон, который разрешил обучающимся в школах Российской Федерации не изучать государственные языки республик. Возможность изучения государственных языков республик в составе РФ на их территории федеральное законодательство не гарантирует; однозначно указывается лишь то, что возможное их изучение не должно осуществляться в ущерб изучению русского языка. Таким образом, право республик РФ на установление собственных государственных языков де-факто значительно ограничено.